# RAP Amsterdam
Il RAP Amsterdam è stata una società calcistica olandese con sede nella capitale Amsterdam, attivo dal 1887 al 1914. Ha vinto il primo campionato ufficiale di calcio olandese nel 1899.

## Storia
Il 14 novembre 1887 i membri di tre club di cricket, R.U.N., Amstels e Progress, fondarono una squadra di calcio che prese il nome RAP dalle iniziali delle tre società.
La squadra ha vinto il campionato 5 volte. Nella stagione 1898/99 è rimasta imbattuta e ha vinto con un distacco di 8 punti sulla HHV Den Haag, seconda classificata.
Nello stesso anno ha vinto anche l'allora "coppa Holdertbeker" (l'odierna KNVB beker) divenendo così la prima squadra olandese a realizzare un double.
Il 23 luglio 1914 il RAP e il Volharding decisero di fondersi e di dare vita al V.R.C.
Questa squadra rimase attiva per alcuni anni e poi passò ad occuparsi di cricket cambiando denominazione nell'oggi noto VRA.

## Palmarès

### Competizioni nazionali
- Campionato olandese: 5 
  - 1891-1892, 1893-1894, 1896-1897, 1897-1898, 1898-1899

- Coppa dei Paesi Bassi: 1 
  - 1898-1899

### Altri piazzamenti
- Campionato olandese:

Secondo posto: 1889-1890, 1892-1893, 1895-1896
Terzo posto: 1890-1891
- Coppa dei Paesi Bassi:

Finalista: 1900-1901